# Blondie
A Blondie amerikai rockegyüttes, amely az 1970-es évek második felében vált híressé, és világszerte több mint 60 millió albumot adott el. Az együttes az amerikai punk és new wave zene elterjedésének egyik úttörője volt. Első két albumuk a keményvonalas punk és new wave elemeket ötvözte, és bár már ezekkel az albumokkal elértek bizonyos sikereket, egészen az 1978-as Parallel Lines albumukig underground zenekarnak számítottak. Az ezt követő években könnyedebb hangvételre váltottak, sláger kislemezek sorozatát jelentették meg, és diszkó-, pop-, valamint reggae-elemekkel vegyítették hangzásukat.
A formáció énekesnője, Debbie Harry nagy népszerűségre tett szert, sztárstátuszában elhomályosította a zenekar többi, egyenrangú tagját, ez végül feszültséghez vezetett az együttesen belül. A rosszul sikerült The Hunter album és Chris Stein gitáros betegségének következtében az együttes 1982-ben feloszlott. Miközben a tagok szólóterveiket valósították meg, az évek során a Blondie elismertsége egyre nőtt, így 1997-ben újra összeálltak, és 1999-ben még egy listavezető kislemezt is megjelentettek. Az együttes a mai napig koncertezik és zenél. 2006-ban beiktatták őket a Rock and Roll Hall of Fame-be.

## Története

### Korai évek
Chris Stein az 1970-es évek elején érkezett New Yorkba, és a New York Dolls hatására elhatározta, hogy csatlakozik egy hasonló stílusú együtteshez. 1973-ban belépett a The Stilettos nevű formációba, és kapcsolatot kezdett az énekesnőjükkel, Debbie Harryvel. Harry korábban pincérnő, majd Playboy-nyuszi volt, az 1960-as években pedig a Wind in the Willows folk együttesben énekelt. 1974-ben a The Stilettos feloszlott, ekkor Stein és Harry új együttest alapítottak Clem Burke dobossal, Jimmy Destri billentyűssel, és Gary Valentine basszusgitárossal. Eredetileg Angels and the Snake volt a nevük, ezt 1975-ben Blondie-ra változtatták. A név Harrytől eredt, mert azt tapasztalta, hogy vezetés közben, vagy az utcán sétálva a sofőrök gyakran kiabálnak neki, hogy „hé, szöszi!” (Hey, blondie!). Az eredeti felállásban szerepelt két testvér, Tish Bellomo és Eileen Bellomo, mindketten énekesek voltak. Hamar otthagyták az együttest, és megalapították a Manic Panic nevű vállalatukat.
A Blondie törzsvendég lett a New York-i Club 51, Max’s Kansas City és CBGB klubokban. Az első lemezszerződésüket a Private Stock Recordsszal írták alá az 1970-es évek közepén, így jelent meg a bemutatkozó albumuk, a Blondie, és arról az X-Offender című kislemez. A kedvezőtlen fogadtatás miatt a Private Stock elbocsátotta az együttest, az új kiadójuk a Chrysalis Records lett, amely 1977-ben újra kiadta az albumot, és a Rip Her to Shreds kislemezt. A Rolling Stone 1977 augusztusában írt először az együttesről, és kiemelte a zenéjük eklektikus természetességét, Phil Spector és a The Who stílusához hasonlítva, valamint rámutatott, hogy az album két fő erőssége Richard Gottehrer produceri munkája, és Debbie Harry személyisége.

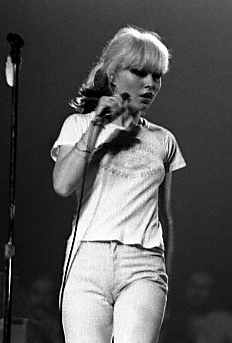
Debbie Harry 1977-ben

Az együttes első kereskedelmi sikereit Ausztráliában érte el 1977-ben, amikor egy tévedés folytán egy zenei televízió műsorban lejátszották az In the Flesh videóklipjét (az In the Flesh az X-Offender B-oldalas dala volt). Jimmy Destri később azt mondta, hogy Molly Meldrumnak, a show műsorvezetőjének köszönhetik a kezdeti sikerüket, és hogy mindannyian nagyon hálásak ezért a „hibáért”. Egy 1998-as interjú során Clem Burke azt mondta, hogy látta a műsort, mikor az In the Flesh adásba került, és az interjú során ő és Chris Stein azt sugallták, hogy szerintük Meldrum szándékosan nem a punkos X-Offendert adta le, mert az „túl őrült és agresszív volt” ahhoz, hogy sláger legyen, ellentétben az In the Flesh-vel.
- Denis (1977)
- Rip Her to Shreds (1977)

Nem tudod lejátszani a fájlt?
A kislemez és az album mind bekerült az ausztrál Top 5-be 1977 októberében, és a dupla A-oldalas X-Offender/Rip Her to Shreds is sikeres lett. Decemberben egy sikeres ausztráliai turné következett, amely megalapozta az együttes sikereit – bár az egyik előadás majdnem botrányba fulladt, mert a csalódott rajongók zavargásba kezdtek, amikor Harry betegség miatt törölt egy előadást.
1977-ben jelent meg második albumuk, amelyet Gary Valentine távozása után négyes felállásban vettek fel. A Plastic Letterst nagyszabású promóció kísérte mind Európában, mind Ázsiában. Az album első kislemeze, a Denis a Randy and the Rainbows 1963-as slágerének feldolgozása. A második helyet érte el brit slágerlistán, és hasonlóan sikeres, Top 10-es lett a második kislemez, az (I’m Always Touch by Your) Presence, Dear is. Ezek a kislemez-sikerek, valamint az első, 1978-as angliai turnéjuk sikere az első olyan amerikai new wave együttessé tették őket, akik jelentős Amerikán kívüli sikereket értek el. Ebben az időben Gary Valentine helyettesítésére bekerült az együttesbe Frank Infante gitáros, majd nem sokkal később csatlakozott Nigel Harrison basszusgitáros, így alakult ki a Blondie hattagú felállása.

### Világsiker
Harmadik, Parallel Lines című albumukat Mike Chapman produceri felügyelete alatt vették fel. Első két kislemeze a Picture This és a Hanging on the Telephone voltak. A Heart of Glass az első amerikai kislemezslágerük lett, az első helyet érte el a Billboard Hot 100 slágerlistán. Eredetileg 1975-ben vették fel, és egy hagyományos hangvételű rockdal lett volna, de 1979-ben már nagy sikernek örvendett a diszkózene, ezért Chapman tanácsára könnyedebb, diszkósabb formában vették fel. Clem Burke később azt mondta, hogy az újradolgozott változatot részben a Kraftwerk zenéje befolyásolta, részben pedig a Bee Gees Stayin’ Alive című slágere, amelynek a dobhangzását Burke megpróbálta leutánozni. A brit zenei lapok nagy része úgy vélte, hogy a Blondie „eladja magát” az aktuális divatnak, és valóban, a dal világszerte nagy sikereket ért el: több mint egymillió példányban kelt el, és több országban a slágerlisták élére került. Sikerének nagy része volt abban a folyamatban, melynek során az együttes a kezdeti underground státuszából az 1980-as évekre fősodorbeli előadóvá vált. A dalhoz készült videóklip kihangsúlyozta Debbie Harry énekesnői karizmáját és szexualitását, ez is hozzájárult ahhoz, hogy az együttes többi tagja egyre jobban háttérbe szorult a média és a rajongók számára, ami később sok személyes feszültséghez vezetett. Az album következő kislemeze a One Way or Another című agresszív rockdal lett. Az Angliában kiadott Sunday Girl folytatta a sikersorozatot, és ugyancsak első lett a slágerlistán.
- Heart of Glass (1978)
- One Way or Another (1979)
- Call Me (1980)

Nem tudod lejátszani a fájlt?
Negyedik lemezük, az Eat to the Beat a kritikusok szerint ugyan tartotta a Parallel Lines színvonalát, kereskedelmileg azonban kisebb sikereket ért el. Angliában változatlanul sikeresek lettek a kislemezeik, az Atomic az első, a Dreaming a második, az Union City Blue tizenharmadik helyet érte e a slágerlistán, de ugyanezek a dalok lényegében megbuktak Amerikában.
1980-ban Debbie Harry az olasz dalszerző-producerrel, Giorgio Moroderrel kezdett közös munkába, és megírták a Call Me című dalt az Amerikai dzsigoló című film számára. A dal hat hétig vezette az amerikai slágerlistát, és világszerte sikeres lett. Az Autoamerican című albumuk ugyanebben az évben jelent meg, és két sikeres slágert tartalmazott: az egyik a reggae stílusú The Tide is High című feldolgozás, a másik a Rapture volt. Ez utóbbi az első listavezető dal volt, amely a funk és az eurodiszkó elemeire építkezett, valamint – úttörő módon – rapbetéteket tartalmazott, ezzel nagyobb népszerűséget szerezve az akkoriban underground státuszban lévő rap zene számára. A Rapture az együttes egyetlen olyan dala volt, amely nagyobb helyezést ért el Amerikában, mint Angliában, ahol az ötödik lett.

### Leszállóág és feloszlás
Az 1978-tól 1980-ig terjedő időszakot egy átmeneti szünet követte. 1981-ben Debbie Harry (Koo Koo) és Jimmy Destri (Heart on a Wall) is szólóalbumot jelentetett meg. Ugyanabban az évben felajánlották az együttes számára az új James Bond-film, a Szigorúan bizalmas zenéjének előadását. Az együttes abban a hitben volt, hogy nekik is kell megírni a dalt, de mikor előadták azt a film producereinek, megtudták, hogy a megállapodás a Bill Conti/Michael Leeson szerzőpáros által írt dal felvételéről szól. A producerek visszautasították a Blondie dalát, a Conti/Leeson dalt pedig Sheena Easton énekesnőnek ajánlották fel. A Blondie szerzeményei később a saját albumukon jelentek meg.
1982-es új albumuk, a The Hunter gyenge kritikákat kapott, és kereskedelmileg is csalódás volt, még a Top 20-at sem érte el Amerikában. A lemezről két nem túl sikeres kislemez jelent meg: az Island of Lost Souls és a War Child.
Az együttesen belüli feszültségek, a kritikai és kereskedelmi sikertelenség, és Harry előtérbe kerülése fokozatosan eltávolította a tagokat egymástól, ehhez jött Chris Stein pemphigus betegsége: 1982 augusztusában lemondták a turnéikat, és bejelentették a feloszlásukat.
Stein és Harry együtt maradtak, és pár évre visszavonultak a nyilvánosságtól. Miután Stein felgyógyult a betegségéből, Harry folytatta a szólókarrierjét Stein aktív részvételével. Burke keresett session dobos lett, Destri pedig szintén aktív maradt producerként és session zenészként.

### Újraegyesülés
A kései 1980-as és a korai 1990-es évek folyamán a Blondie munkásságát újra felismerték a rajongók és a zenészek. Egy 1998-as interjúban Clem Burke azt mondta, hogy a Blondie stílusjegyeit lehet felismerni a No Doubt együttesben, Debbie Harry pedig megjegyezte: „az elismertségünk csak nőtt, mióta abbahagytuk”. Ezen felül az EMI és a Chrysalis kiadók számos válogatást jelentettek meg az együttes legnagyobb slágereiből, ez tovább növelte a hírnevüket.

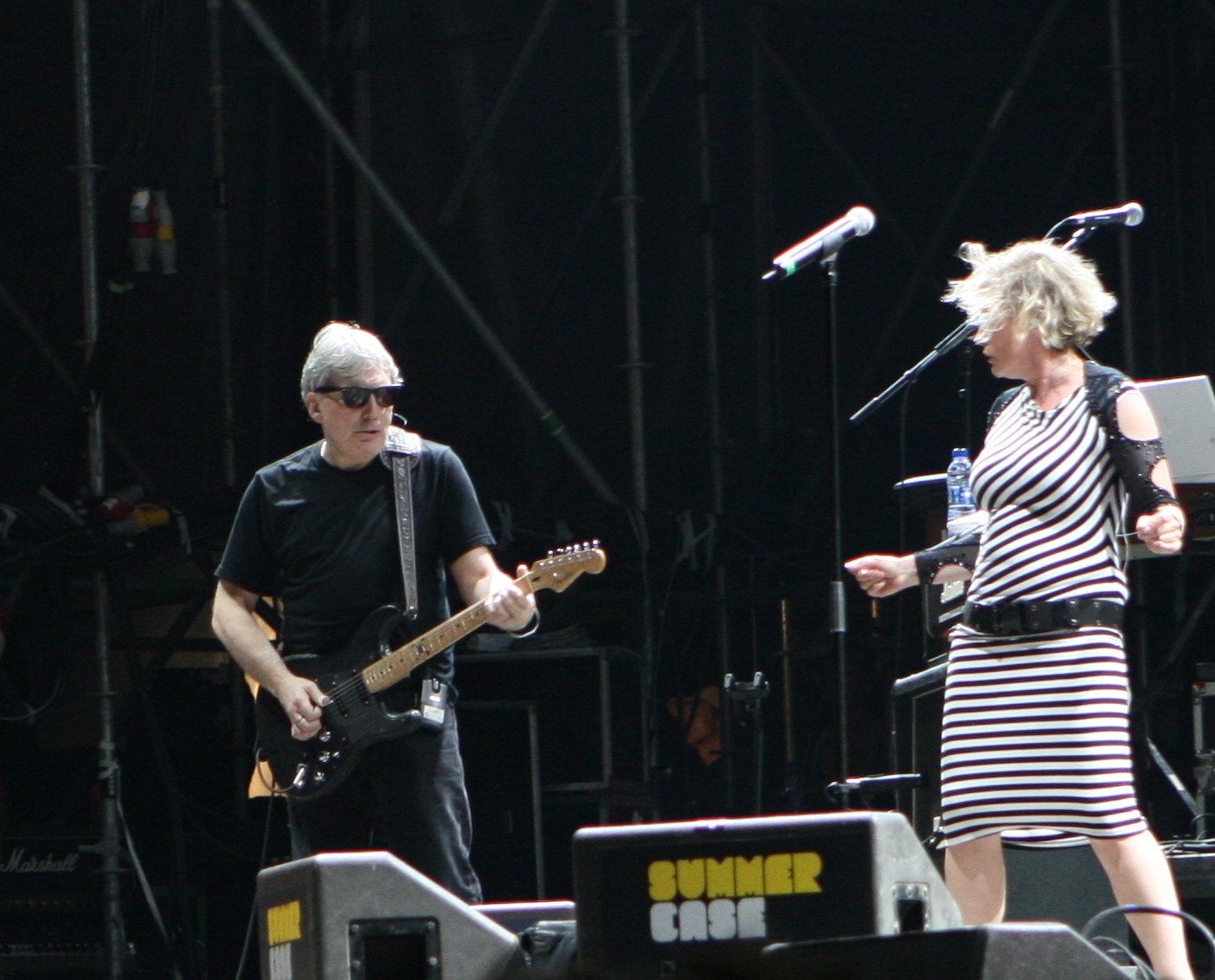
Egy 2008-as koncerten

1996-ban Stein újra akarta egyesíteni a Blondie-t, ezért felvette a kapcsolatot Burke-kel és Destrivel. 1997-ben az együttes valóban újraegyesült, és három koncertet adott Infante és Harrison nélkül, akik sikertelenül perelték be egykori társaikat, hogy megakadályozzák a „Blondie” név alatti zenei tevékenységet. Ezt egy 1998/1999-es nemzetközi turné követte. Új albumuk, a No Exit 1999 februárjában jelent meg, Jimmy Destri így jellemezte: „15 dal a semmiről”. A harmadik helyet érte el az angol albumlistán, a Maria kislemez pedig, amelyet Destri írt még a főiskolai éveiben, a hatodik angliai listavezető daluk lett, mintegy húsz évvel az első sikereik után. Ezáltal az egyetlen Amerikai előadó lettek, akiknek három évtizedben, az 1970-es, 1980-as és 1990-es években is listavezető daluk volt Angliában.
Jelenlegi legutolsó albumuk 2003 októberében jelent meg The Course of Blondie címen. Ez az együttes legkevésbé sikeres albuma alakulásuk óta, vezető kislemeze, a Good Boys a tizenkettedik helyet érte el az angol slágerlistán. 2004-ben Jimmy Destri visszavonult a koncertezéstől, így a koncerteken csak Harry, Stein és Burke szerepel az eredeti felállásból.

## Diszkográfia
- Blondie (1976)
- Plastic Letters (1977)
- Parallel Lines (1978)
- Eat to the Beat (1979)
- Autoamerican (1980)
- The Hunter (1982)
- No Exit (1999)
- The Curse of Blondie (2003)
- Panic of Girls (2011)
- Ghosts of Download (2014)
- Pollinator (2017)